# Gnathophis heterognathos
Gnathophis heterognathos är en fiskart som först beskrevs av Bleeker, 1858-59.  Gnathophis heterognathos ingår i släktet Gnathophis och familjen havsålar. Inga underarter finns listade i Catalogue of Life.